# 함박산 (경기)
함박산(函朴山)은 대한민국 경기도 용인시 처인구 남동과 이동읍 천리에 걸쳐 있는 한남정맥의 산이다. 함박산은 한국에는 흔한 산 이름이다. 평택, 양산, 경주, 음성, 창녕, 부산 기장면, 밀양 등 여러 곳에 같은 이름으로 존재하는 산이고 내려오는 전설도 비슷비슷하다.

## 지리
함박산의 주 능선은 동-서 방향인데, 동쪽으로는 무너미고개를 건너 형제봉·독조봉·좌찬고개·건지산으로 연결되고, 서북쪽으로는 하고개를 건너 부아산으로 연결된다. 북사면의 유수는 신기저수지에 모였다가 남리천을 따라 동쪽으로 흘러 경안천으로 유입된다. 남사면의 유수는 도장골천을 따라 남류하다가 상덕천·서리천을 거쳐 동류한 뒤 진위천과 합류한다. 그리고 동남사면의 유수는 내골천을 따라 동류하다가 진위천으로 유입된다.

## =한남정맥
함박산은 한남정맥(漢南正脈)에 속해있는 산으로 칠장산 죽산)에서 도덕산·국사봉(안성)·상봉·달기봉·무너미고개·함박산(函朴山:349.3m, 용인)·학고개·부아산(負兒山:402.7m, 용인)·메주고개(覓祖峴)·석성산 (石城山:471.5m, 용인)·할미성·인성산(仁聖山:122.4m, 용인)·형제봉·광교산(光敎山:582m)·백운산(白雲山:560m)·수리산(修理山)·국사봉(國思峯:538m)·청계산(淸溪山:618m)·응봉(鷹峰:348m)·관악산(冠岳山:629m)·소래산(蘇來山)·성주산(聖住山)·철마산·계양산(桂陽山)·가현봉(歌弦峰)·필봉산(筆峰山)·학운산(鶴雲山)·것고개·문수산 등으로 이어주고 있다. 또한 함박산에서 부아산으로 이어주는 용인시 시민에게는 꽤 알려져 있는 산이다.
함박산은 처인구 남동(南洞)의 서쪽에 있는 산으로 남쪽과 서쪽은 이동면과 경계를 이루고 있다. 산의 서남쪽에는 서울공원묘원이 자리하고 있고 북쪽에는 명지대학교가 자리하고 있다. 함박산은 동쪽으로는 경안천의 상류가 발원하고 서쪽에는 진위천의 상류인 송전천이 발원하여 서해로 들어간다. 따라서 함박산은 동쪽으로 무너미고개(水餘峴)와 연결되고 서쪽으로는 용인대학교 뒤에 있는 하고개(鶴峴)를 지나 부아산(負兒山)으로 이어지는데 경안천 수계(水系)와 진위천 수계를 가르는 분수령을 이루고 있다.

### 지질
함박산은 경기 지괴에 속하는 선캄브리아기 흑운모 편마암으로 구성된다.

## 전해지는 이야기
『택리지』에 ‘죽산의 칠장산(七長山)이 크게 끊어져 평지가 되었다가 다시 일어나 부아산(負兒山)을 일으킨다’ 라고 기록되어 있는데, 무너미고개[水踰峴]에서 끊어져 평지가 되었다가 함박산과 하고개를 거쳐 부아산에서 높이 솟았다는 의미로 보인다.
옛 문헌에는 함복산(含福山)으로 표기된 곳도 있다. 2001년에 발간된 『내 고장 용인 지명·지지』에는 함박산(函朴山, 434.6m)으로 되어 있고 2006년에 발간된 『용인시사』 1권에는 함박산(咸朴山, 434.6m)으로 기록되어 있으나 착오로 보인다. 한자 표기는 ‘함박산(函朴山)’이 맞다. 해발고도는 349.3m로 통일한다.
전해오는 얘기로는 천지개벽할 때 온 세상이 물에 잠겼는데, 이 산 봉우리만 함지박만큼 물 위에 솟아 있었다는 데서 함박산이라고 불렀다고 한다.
1900년대 초반에 간행된 구한국시대의 『지명지』에는 함박산을 함복산(含福山)이라고 쓰고 함박산이라고 한글로 덧붙여 놓았는데 이는 한자표기가 지금과 다르고 발음도 다르기 때문에 산의 명칭과 관련지어 주목되고 있다.
함박산은 함박(函朴)으로 쓰지만 한자표기를 풀어서 설명하지 않는다. 이는 아마도 ‘함(函)’과 ‘박(朴)’의 연결이 잘 안되기 때문으로 보이는데 상자(箱子)나 함(函)의 뜻이 함지로 연결될 수 있는 것 이외에는 없기 때문이고 바로 이점이 본래의 이름을 단지 발음을 따라 옮긴 표기(音借)라는 것을 입증하는 것이다.
또 함복(含福)과 함박(函朴)으로 다르게 표기하고 있는 점도 이와 같은 추정을 더욱 뒷받침하고 있는 것이다. 함박산이라는 이름은 한국 전역에서 고르게 찾아볼 수 있는 이름인데 요즘에 가장 쉽고 많이 이용하는 인터넷을 통해서 검색해 보면 여러 군데 함박산이 있는 것을 쉽게 알 수 있다.
이는 같은 이유에서 붙인 이름이라고 볼 수 있고 따라서 같은 뜻으로 풀 수 있다고 생각된다. 함박산은 한자로 표기할 때 함박산(含朴山)으로 쓰기도 하고 함백산(咸白山)이 되기도 하며 뜻을 따라 작약산(芍藥山)이라고 옮기기도 한다. 우리에게 잘 알려진 북한 평양의 모란봉(牧丹峰)의 경우도 한밝산의 또 다른 표기라고 하는데 이 역시 뜻을 따라 옮긴 것이다.
즉 한박, 함박, 함박꽃, 모란으로 변화한 것으로 보아 사용한 것으로 함박꽃을 모란으로 생각하여 옮긴 명칭이다. 일반적으로 모란은 목단이라고 하고 함박꽃은 작약인데 모두 같은 작약과에 속하며 목단을 목작약이라고도 하는 것을 보면 위의 설명이 이해가 가능하다.
함박은 ‘한+밝’ 발음이 변화된 것으로 보인다. 즉 함박산의 원래 이름은 ‘한밝산'인 것이다. ‘한’은 ‘크다, 넓다’는 뜻을 가진 우리말이다. 고어(古語)가 현대어(現代語)로 변화되는 과정을 모두 밝힐 수는 없겠으나 함박산을 위의 ‘크고 밝은 산’이라고 하는 의미를 가진 이름으로 풀이하는 것은 큰 무리가 없을 것으로 보인다.

## 산행코스 정보
함박산(434.6 m)은 옛날 노아의 방주 이야기 같이 큰 홍수가 천지를 개벽할 때 용인의 모든 산과 들이 물에 잠겼는데 부아산에서 호리로 이어지는 산이 묻혀 버렸고 물 위로 남은 곳은 노루실 뒷산 꼭대기만 함박만하게 남아 있었으므로 그때부터 이 산을 함박산이라 부르게 되었다고 한다.
그때 산이 무너져 고개가 생겼다하여 무너미고개가 되었다고 한다. 정상에서 북쪽 명지대 쪽으로 내려서면 명지대 뒤편 신기저수지(낚시터)를 통해 명지대 체육관으로 통한다. 정상에서 동쪽으로 능선 길을 따라 내려선다. 잡목이 유난히 많다.
한참을 내려서면 잘 조성된 묘지 길로 들어선다. 묘지를 따라 내려 서면 묘지입구에 망향의 대성동산이란 입간판이 보인다. 평안남도 대동군 시족면의 이선생께서 1만2000평을 면민에게 기증하여 실향민들이 죽어서라도 함께 살자했던 아름다운 동산이다. 실향민의 아픔을 되새기며 통일을 기원해본다.
마루금은 솥 밭 사이를 가르며 전주 유씨 가족묘까지 지나치며 왼쪽으로 이어진다. 길은 소롯길로 해서 산마루로 오르면 갈림길이다. 왼편으로 볏짚 지붕 흙집(초가로 만든 행여집) 이 있다. 오른쪽 길로 내려서면 45번국도의 넓은 새로운 길 절개지에 도착한다.
절개지를 오른쪽으로 내려서야 남쪽 300여 미터 통로를 통해 돌아 마루금으로 갈 수 있기 때문이다. 불법으로 도로를 횡단할 수 있으나 차량이 많이 다니는 곳이다. 중앙분리대는 높아 위로 통과할 수는 없고 분리대 아래로 기어 나갈 수 있지만 위험한 일은 안했으면 좋겠다.
45번국도 건너편 절개지에 철계단을 통해 능선에 오를 수 있다. 동쪽 산 아래 45번 국도로 길은 낙엽송 숲을 지나 성진철강 한우촌 갈비 옆으로 내려선다. 맞은편 은화CC 입구 왼쪽 능선이 마루금이다. 이 고개가 무너미고개로 이동면과 용인 시내를 잇는 고개다. 정맥꾼들이 시작과 구간종료를 하는 곳으로 용인터미널이 3km쯤 된다. 버스는 1시간정도 간격으로 통행한다.
- 부아산에서 함박산까지 산행 코스(8.5km  약 3시간30분) 명지대함박관 ~ 신기 ~ 안터 ~ 대성동산 ~ 함박산 ~ 산불감시탑 ~ 388봉 ~ 서울묘원  ~ 하고개  ~ 부이산 ~ 부아산 ~ 철탑 ~ 영진골프랜드(어정입구삼거리 또는 삼가동 정류장에서 영진골프랜드까지 도보 25분)
- 함박산 산행 코스(3.1km  약 1시간 10분) 명지대함박관 ~ 신기저수지(낚시터) ~ 안터 ~ 대성동산 ~ 마루금(무너미고개) ~ 함박산

## 같이 보기
- 한국의 산
- 부아산 (경기)
- 석성산 (경기)